# ㅅ
ㅅ (siot - 시옷) là một phụ âm của tiếng Triều Tiên. Unicode của ㅅ là U+3137. Khi chuyển tự Hangeul sang Romaja nó tương ứng với chữ "S" nếu đứng đầu và chữ "T" nếu đứng cuối.